# Fastway Couriers
Fastway wurde in Neuseeland im April 1983 aus der Idee heraus geboren, einen kosteneffektiven stündlichen Abhol- und Zustellservice zwischen zwei Städten in Neuseeland (Napier und Hastings) anzubieten.
Seit April 1984 vergab das Unternehmen Lizenzen an eine Vielzahl von Franchisenehmern, um den Service auszubauen. In der Folge wuchs das Unternehmen schnell. 1986 erhielt der Gründer von Fastway, Bill McGowan, die Auszeichnung zum „Unternehmer des Jahres“ in Neuseeland. 1993 expandierte Fastway Couriers nach Australien, nachdem man über ein Jahr lang Marktforschung vor Ort betrieben und gesehen hat, dass auch hier der Markt erschlossen werden kann. 1999 entschloss sich Fastway, weltweit zu expandieren und offeriert sog. „Nationale Franchisen“ an geeignete Kandidaten, die das Fastway-Geschäft für ein ganzes Land implementieren und leiten können. 2002 kam Fastway mit dem Franchise-System auch nach Deutschland und erschloss innerhalb von fünf Jahren den südlichen Teil Deutschlands.
Nach acht Jahren Aufbauarbeit in Deutschland meldete die Fastway Couriers Deutschland GmbH im April 2010 die Insolvenz an und verlor damit ihre Lizenz. Die deutschen Unterlizenznehmer führen ihre Geschäfte weiter oder mussten folglich auch die Insolvenz anmelden. Heute existiert das Fastway Franchise Couriers System noch in Neuseeland, Australien, Großbritannien, Irland, Südafrika und teilweise in Deutschland.
In Kanada, Marokko, Malaysia, Portugal, Frankreich, Belgien, Luxemburg, Niederlande, Deutschland und Spanien war Fastway Couriers zunächst vertreten, schloss die Niederlassungen aber wieder. Insgesamt sind derzeit ca.(?) 1500 Franchisenehmer tätig, in Deutschland sind es jetzt noch circa 50.